# Rain Vessenberg
Rain Vessenberg (* 27. November 1975) ist ein ehemaliger estnischer Fußballtorwart. Bei einer Körpergröße von 187 cm hatte er ein Gewicht von über 100 kg.

## Karriere
Vessenberg begann seine Karriere als 16-jähriger beim Erstligisten JK Tulevik Viljandi, wo er sich schnell zum Stammspieler entwickelte. Das weckte natürlich das Interesse des heimischen Topklubs FC Flora Tallinn, der ihn daraufhin im Sommer 1995 verpflichtete. Zwischen 1994 und 1997 kam Vessenberg außerdem zu fünf Spielen für die estnische A-Nationalmannschaft sowie zu drei Partien in der U-21-Auswahl des Landes. In dieser Zeit erfolgte auch sein Wechsel zu Tervis Pärnu. Dort kam er unter anderem zu einem Einsatz im UEFA Intertoto Cup gegen den deutschen Vertreter Bayer 04 Leverkusen (1:6). Weitere Stationen in Estland waren unter anderen der FC Valga, FC Kuressaare und der FC Elva. Ein kurzer Aufenthalt in Finnland bei Kotkan Työväen Palloilijat brachte nicht den erwünschten Erfolg und so ging er nach zwei Monaten wieder zurück nach Estland, wo er bis zu seinem Karriereende 2013 spielte. Davon war er bis 2002 abwechselnd in der ersten oder zweiten estnischen Liga aktiv und ab diesem Zeitpunkt vorwiegend im unterklassigen estnischen Fußball. Obgleich seiner defensiven Position als Torwart konnte er sich im Laufe seiner Karriere auch mehrmals als Torschütze eintragen; dabei allerdings ausschließlich als Elfmeterschütze. Von 2017 bis 2018 absolvierte Vessenberg dann noch 10 Ligapartien im Beach Soccer für R. Schöttli Keskkonnatehnika in der zweitklassigen Rannajalgpalli Esiliiga.